# När stormens lurar skalla
När stormens lurar skalla är en psalmtext i fem 8-radiga verser diktad av kyrkoherden Samuel Rönnegård år 1936. 
Ursprungligen ingick psalmen i Rönnegårds religiösa mysteriespel "Det heliga året" som 4:e söndagen i advent 1936 uppfördes i Garpenbergs kyrka.

## Publicerad i
- 1937 års psalmbok nr 534 under rubriken "Ungdom".